# Condamnés à vivre
Condamnés à vivre ou Le Réveil (en tchèque : Probuzení) est un film dramatique tchécoslovaque réalisé par Jiří Krejčík et sorti en 1959.

## Fiche technique
- Scénario : Jiří Krejčík

## Distribution
- Josef Kemr